# Michel Robert-Guérard
Michel Robert-Guérard (francès: Michel Guérard)  (Vétheuil, 27 de març de 1933 - Dur Hòrt e Baishen, 19 d'agost de 2024) va ser un xef francès.
Al capdavant de l'hotel-restaurant Les Prés d'Eugénie a Las Aigas va ser considerat un dels fundadors de la nouvelle cuisine. El juliol de 2017, el seu establiment va ser guardonat amb el segell oficial d'Atout France-Palace, i es va convertir en el 24è en aquesta categoria. Així, doncs, va ser un dels pocs personatges que va destacar en dues àrees: com a xef i com a gestor d'indústria hotelera d'alta gamma.

## Biografia
Nascut al si d'una família de carnissers i criadors, va fer el seu aprenentatge professional amb el xef de pastisseria Kléber Alix a Mantes-la-Jolie des del 1950. Després del seu servei militar a la marina el 1957, va ser contractat a l'Hotel Crillon com a xef de pastisseria i xef saucier. Després de guanyar el concurs de millor obrador de França en pastisseria, es va convertir en el xef de rebosteria del cabaret Lido i després el segon de Jean Delaveyne a Camellia (2 estrelles a la Guia Michelin) a Bougival.
El 1965 es va traslladar a Asnières-sur-Seine, a un antic bistrot nord-africà que comprà en una subhasta, que aviat es convertirà en el Pot-au-feu, considerat una meca de la gastronomia parisenca i internacional. Ben aviat es va convertir en un dels fundadors de la nouvelle cuisine en inventar la seva «amanida boja» (feta amb foie gras que reemplaça la vinagreta). La Guia Michelin vermella li va concedir la seva primera estrella el 1967. El 1971, va guanyar una segona estrella Michelin.
El 1974, es va mudar amb la seva esposa Christine Barthélémy (hereva de la Chaîne thermale du Soleil) a les Landes, a l'spa d'Eugenie-les-Bains, on desenvolupà una «cuina d'aprimament» particularment saborosa, fet que li va valer la portada de Time.
Es va convertir en el primer gran xef a unir-se a la indústria agroalimentària mitjançant el desenvolupament de plats congelats per a la marca Findus de Nestlé (en particular en inventar els pithiviers laminats amb créixens i mantega blanca). El 1977, va escriure La cuisine gourmande, va rebre 3 estrelles Michelin i 4 tocs vermells a la guia Gault et Millau.
El 1983 va comprar els cellers i vinyes de Château de Bachen i el 1996 va crear la primera granja termal. El 2010 va ser nomenat president de Rencontres François Rabelais. El setembre del 2013, va inaugurar la seva escola de cuina de salut, l'Institut Michel Guérard, el primer centre nacional d'educació en cuina de salut, a Las Aigas, acollint una vintena d'estudiants. Amb la seva esposa, fins al 2014 fou propietari del castell d'Ilbarritz. L'any 2015 Michel Guérard va rebre el Grand Prix de la Cultura Gastronòmica, que li va concedir l'Acadèmia Internacional de Gastronomia a la seva Escola de Cuina de Salut d'Eugénie les Bains, inaugurada el 2013.